# Patinatge artístic als Jocs Olímpics d'estiu de 1920 - Individual masculí
La competició individual masculina va ser una de les tres proves del programa de patinatge artístic disputades durant els Jocs Olímpics d'Anvers de 1920. La prova es va disputar entre el 25 i el 27 d'abril de 1920 al Palau de gel d'Anvers i hi van prendre part 9 patinadors de 6 nacions diferents.

## Medallistes
| Or                     | Plata               | Bronze               |
| Gillis Grafström (SWE) | Andreas Krogh (NOR) | Martin Stixrud (NOR) |

## Resultats
| Rank | Name             | Nation       | FO | PL | Punts | Punts totals |
| ---- | ---------------- | ------------ | -- | -- | ----- | ------------ |
| 1    | Gillis Grafström | Suècia       | 1  | 1  | 7.0   | 2.838,50     |
| 2    | Andreas Krogh    | Noruega      | 3  | 3  | 18.0  | 2.634,00     |
| 3    | Martin Stixrud   | Noruega      | 4  | 2  | 24.5  | 2.561,50     |
| 4    | Ulrich Salchow   | Suècia       | 2  | 5  | 25.5  | 2.572,50     |
| 5    | Sakari Ilmanen   | Finlàndia    | 5  | 4  | 30.0  | 2.458,00     |
| 6    | Nathaniel Niles  | Estats Units | 7  | 6  | 49.0  | 1.976,25     |
| 7    | Basil Williams   | Regne Unit   | 6  | 9  | 49.5  | 2.032,00     |
| 8    | Alfred Mégroz    | Suïssa       | 8  | 7  | 52.5  | 2.005,50     |
| 9    | Kenneth Beaumont | Regne Unit   | 9  | 8  | 59.0  | 1.838,25     |

Àrbitre:
- Victor Lundquist

Jutges:
- August Anderberg
- Louis Magnus
- Max Orban
- Knut Ørn Meinich
- Herbert Yglesias
- Edourd Delpy
- Walter Jakobsson